# 畢打街

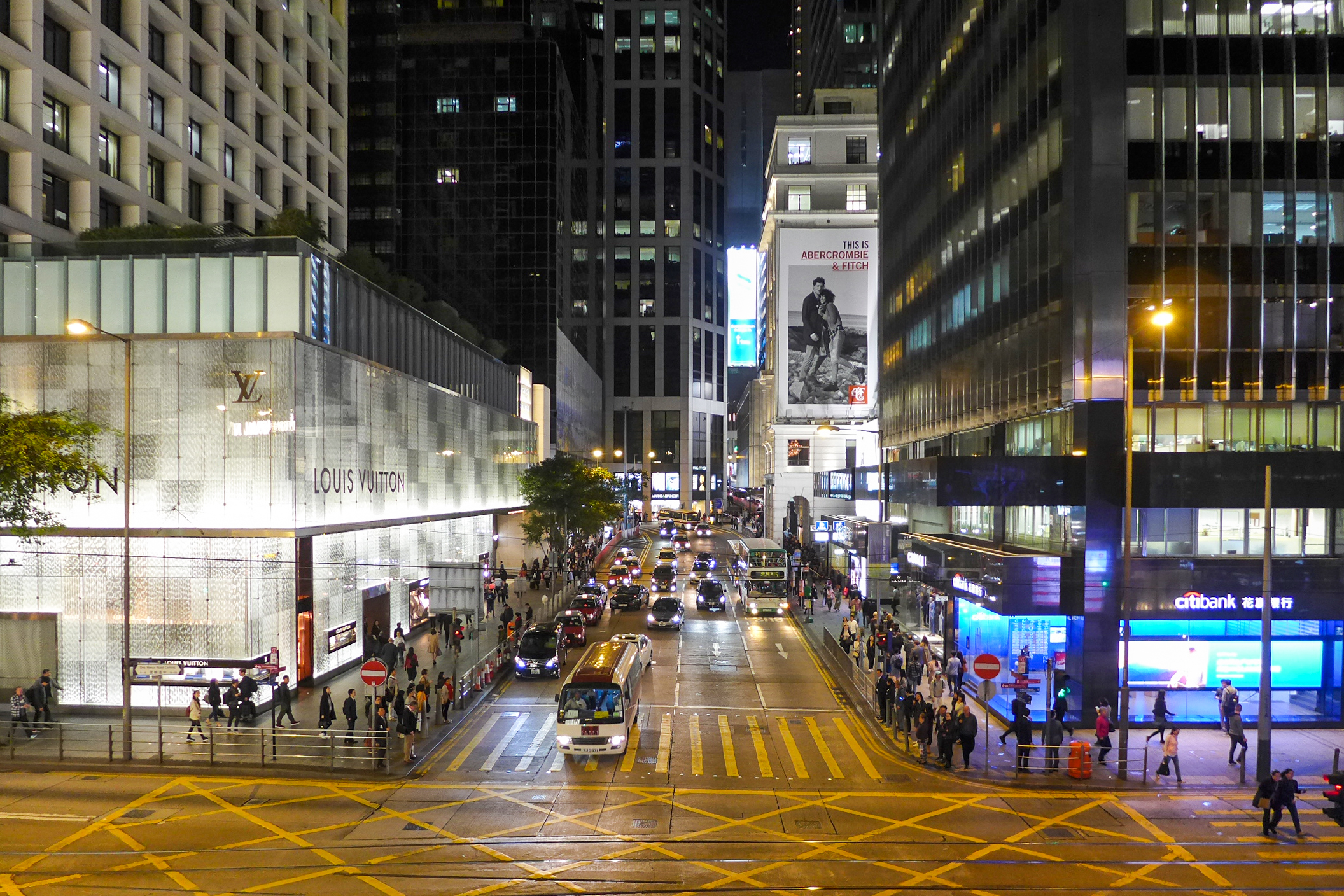
畢打街夜景

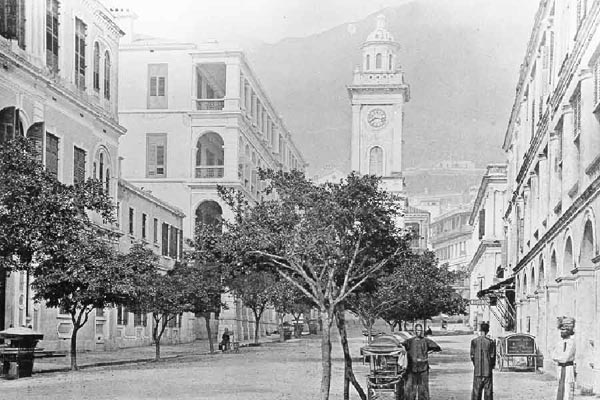
1870年代的畢打街

22°16′55″N 114°09′27″E / 22.2818783°N 114.1576313°E
畢打街，原稱必打街，是香港中環一條重要街道，位處香港商業區心臟地帶。畢打街接雲咸街北端，南起皇后大道中，經德輔道中至干諾道為止。目前畢打街是單程向北行。

## 名稱
必打街是為紀念香港首位船政司威廉·必打中尉（Lt. William Pedder）而命名。因為必打街的中文名稱中的「必打」可意會為「必須要打」，故此當時市民習慣把必打街讀成畢打街。後來在1976年，政府正式把街道的中文名稱改名為畢打街，英文名稱則維持不變，沿用至今。

## 歷史
1863年，皇后大道中及畢打街交界處興建了畢打街鐘樓，鐘樓具有報時及報火警的作用，當時是中環的標誌，在1908年被拆卸。香港開埠初期，畢打街東有顛地洋行，西有郵政總局、怡和洋行、連卡佛洋行等。1867年，顛地洋行倒閉，原址則建成當時香港最高（六層高）的香港大酒店，1926年被大火燒毀。其後香港置地公司購入該地，改建成告羅士打行，1980年代再改建為置地廣場告羅士打大廈。
20世紀中期，畢打街由皇后大道中至德輔道中的段落除了有車路外，中間位置曾經用作預留給車輛停泊。現在環球大廈的位置昔日是香港郵政總局舊址，1976年搬遷後拆卸以興建港鐵中環站，而該站目前為港島綫及荃灣綫中轉站，原址上層則建成環球大廈。在畢打街西面的畢打行在1924年落成，並保存至今。

## 圖片

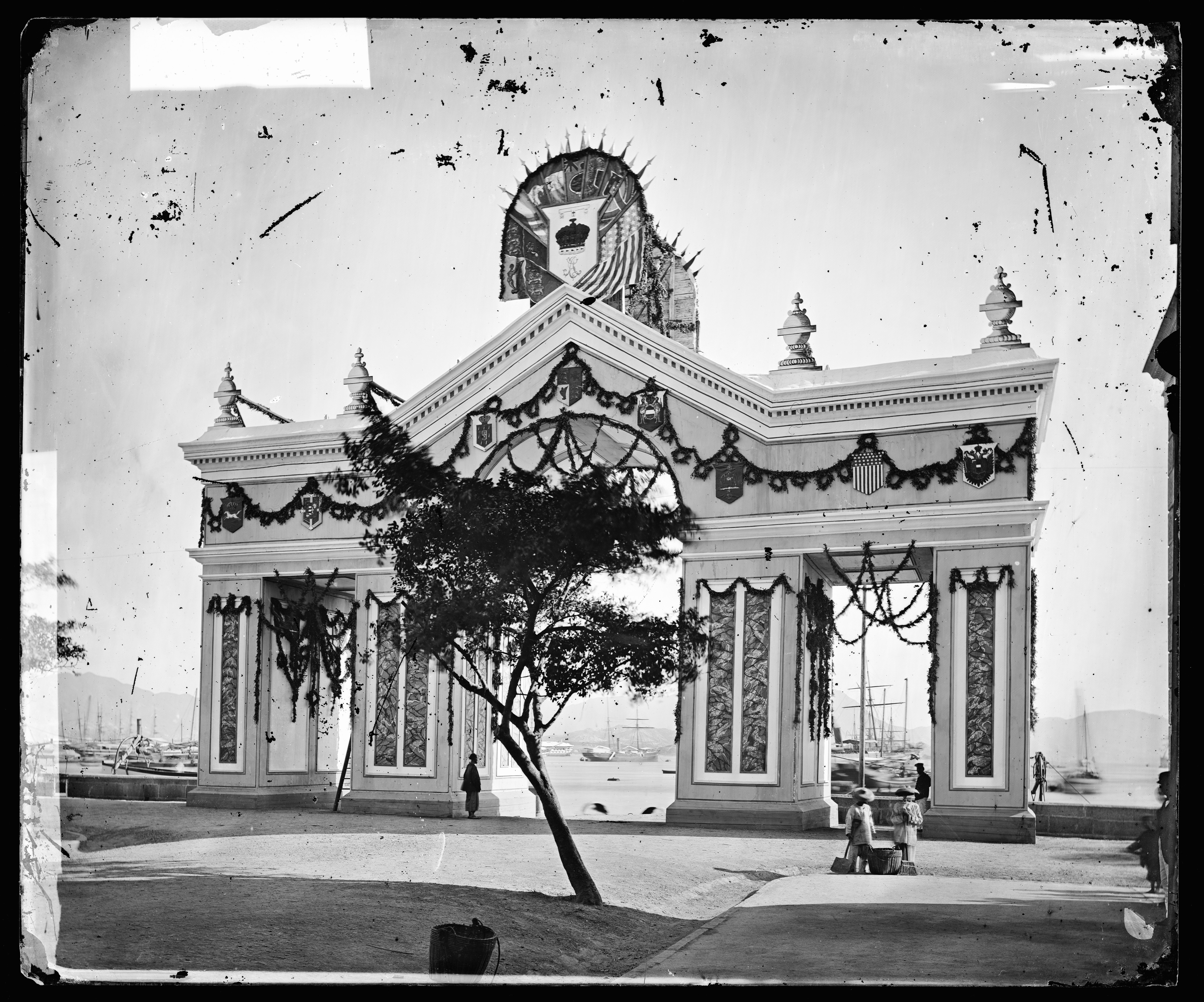
1869年為慶祝愛丁堡公爵亞爾菲臘來訪而在畢打碼頭佈置的拱門裝飾，由約翰·湯姆森攝

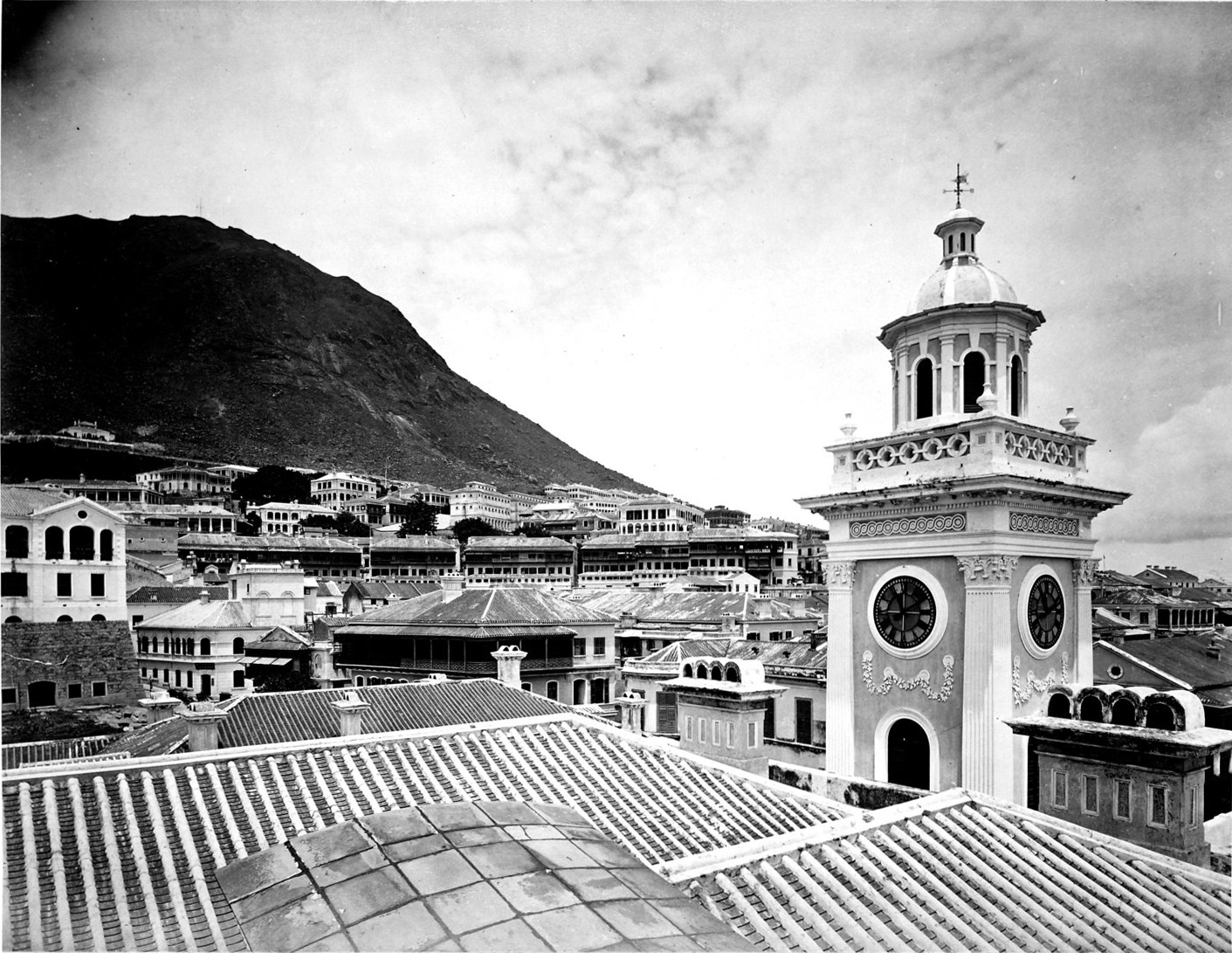
畢打街鐘樓（約1870年）
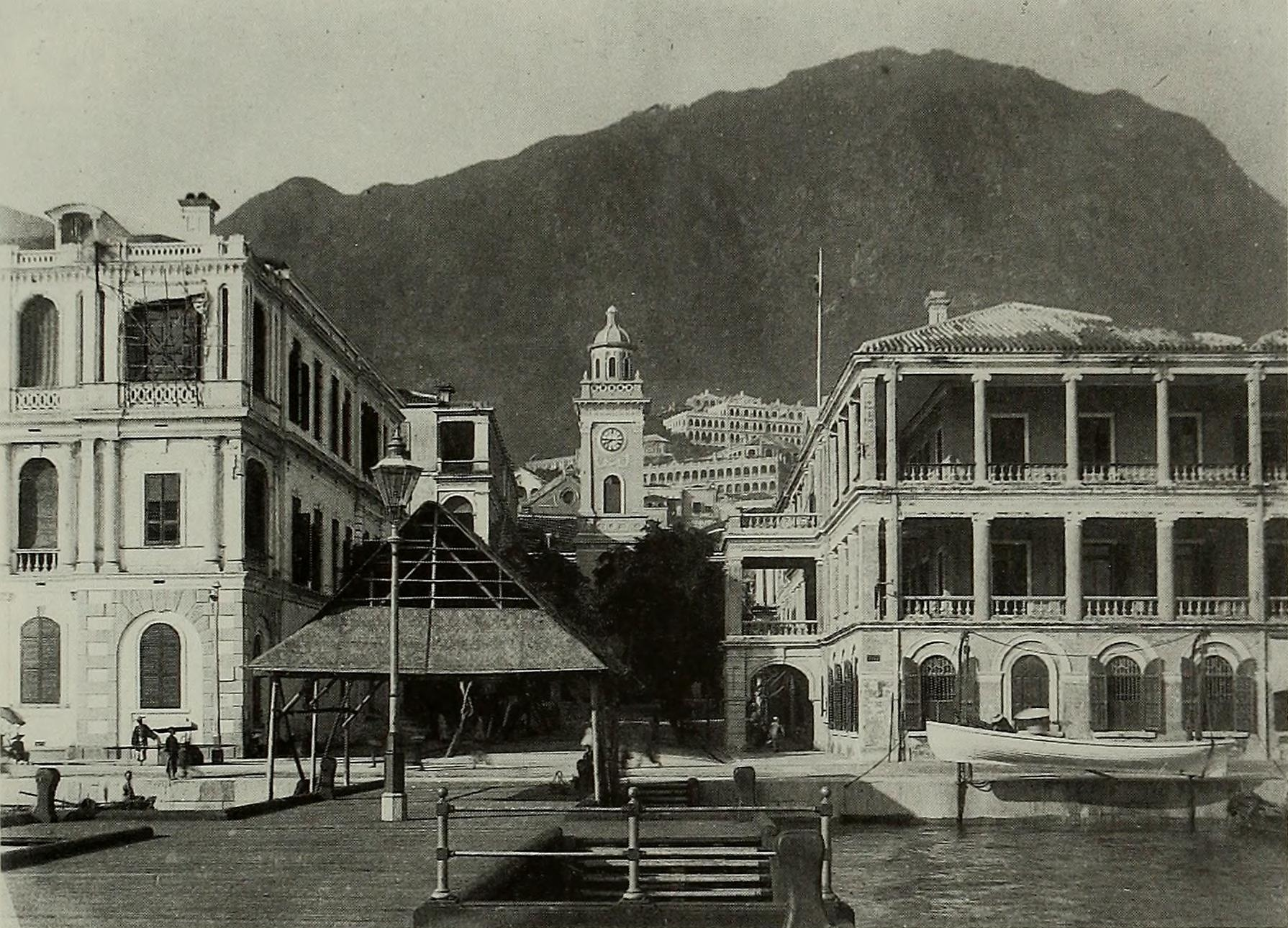
畢打碼頭（約19世紀）
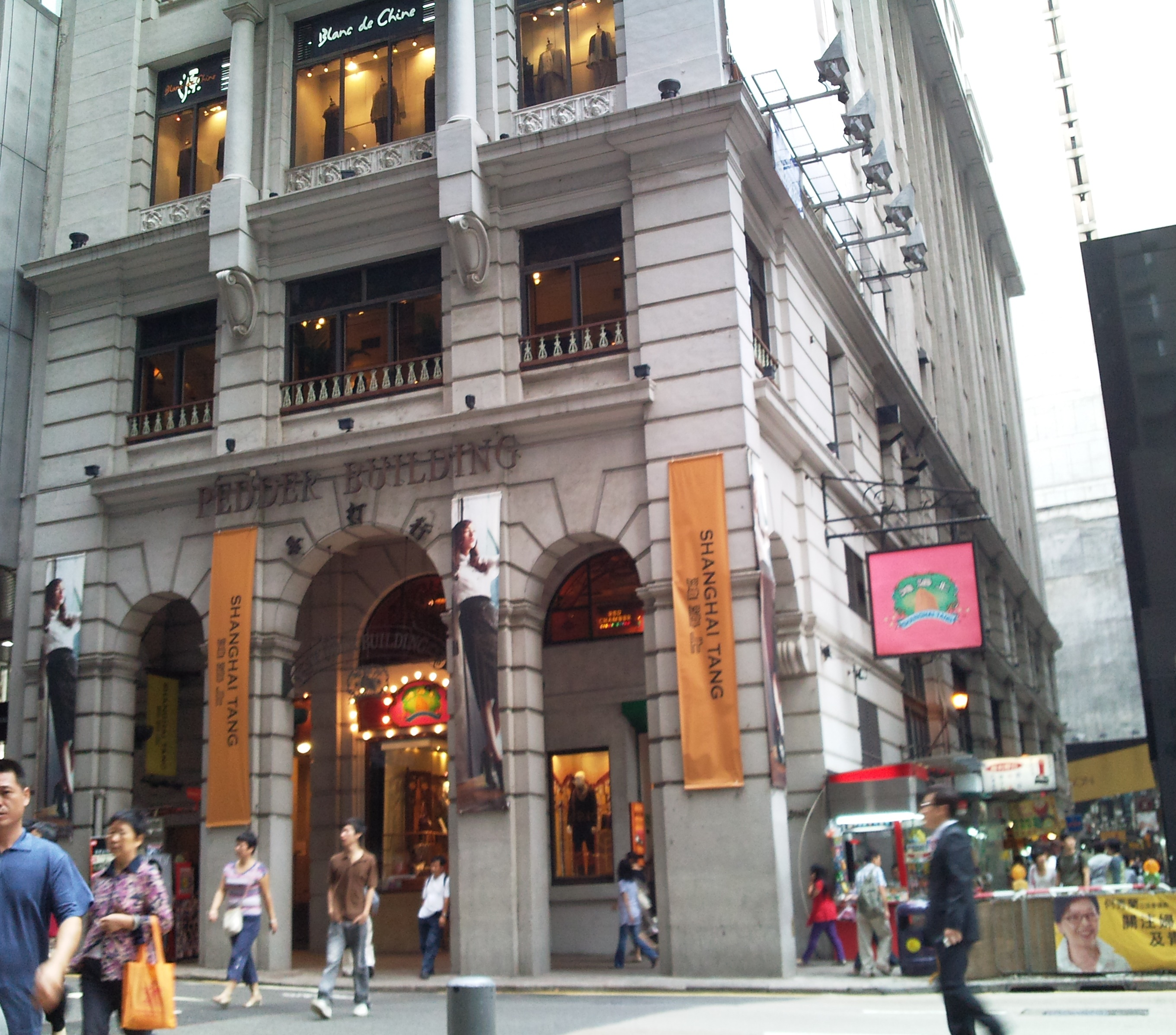
現在仍保存的畢打行

## 現況
今日的畢打街是香港其中一條最繁忙的街道，兩旁設有銀行及著名品牌專門店等。2005年12月8日，時裝品牌路易·威登（Louis Vuitton）的香港旗艦店重新開幕，是全球四大路易威登店之一。

## 著名地點

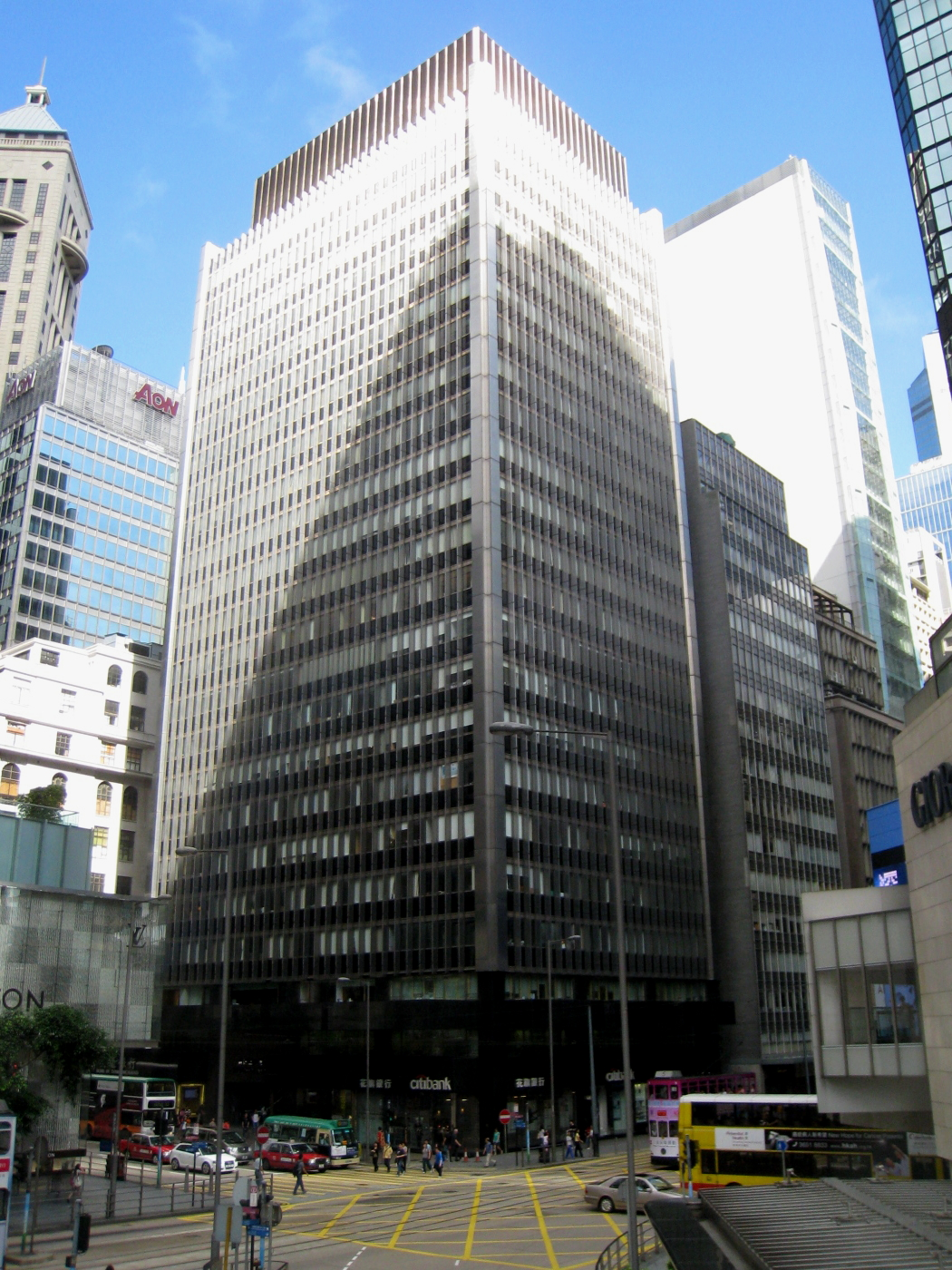
會德豐大廈

- 畢打行
- 華人行
- 置地廣塲
- 中建大廈
- 遮打大廈
- 環球大廈
- 會德豐大廈

## 外部連結
维基共享资源上的相關多媒體資源：畢打街